# Generazione del 51
Generazione del 51 è un termine coniato da Cristóbal Halffter e usato per designare un gruppo di compositori spagnoli. Difatti proprio nel 1951 la maggior parte dei membri del gruppo si era diplomato. Inizialmente nacque nel 1958 sotto il nome di Nueva Música e Ramón Barce, che ha stilato un primo manifesto del gruppo, ne è considerato il capofila. L'intenzione principale era quella di rompere la situazione di isolamento, soprattutto culturale e musicale, in cui la Spagna si ritrovava per via della dittatura franchista (in linea anche con gli avvenimenti in ambito politico); si sentì, dunque, una comune esigenza di farsi coinvolgere ed influenzare dalla "nuova" musica europea, senza però rompere ogni legame con la musica tipicamente spagnola.

## Membri[1]
Come Nueva Música
- Ramón Barce
- Cristóbal Halffter
- Luis de Pablo
- Antón García Abril
- Manuel Moreno Buendía
- Alberto Blancafort
- Manuel Carra
- Fernando Ember
- Luis Campodónico (uruguaiano, all'epoca residente in Spagna)

a questi si aggiunsero poi
- Gerardo Gombau
- Carmelo Bernaola

Oltre al gruppo dei matritenses, il gruppo catalano
- Josep Maria Mestres Quadreny
- Joseph Cercó

inoltre
- Juan Hidalgo, delle Isole Canarie

Infine, i "moderati"
- Ángel Oliver
- Agustín Bertomeu
- Josep Soler
- Leonardo Balada
- Claudio Prieto
- Miguel Alonso
- Agustín González Acilu
- Gonzalo de Olavide